# 尖叶微孔草
尖叶微孔草（学名：Microula blepharolepis）为紫草科微孔草属的植物，为中国的特有植物。分布于中国大陆的青海省等地，生长于海拔2,300米至3,800米的地区，常生于林缘，目前尚未由人工引种栽培。